# ريفر غروف (إلينوي)
ريفر غروف (بالإنجليزية: River Grove, Illinois)‏ هي قرية تقع في الولايات المتحدة في إلينوي. يقدر عدد سكانها بـ 10,227 نسمة .

## الموقع الجغرافي
الموقع الجغرافي للمناطق المحيطة بهذه النقطة هو كالتالي: